# Olympische Winterspiele 1968/Teilnehmer (Italien)
| Gelbes Symbol für Goldmedaillen mit stilisierten Olympischen Ringen | Graues Symbol für Silbermedaillen mit stilisierten Olympischen Ringen | Braundes Symbol für Bronzemedaillen mit stilisierten Olympischen Ringen |
| ------------------------------------------------------------------- | --------------------------------------------------------------------- | ----------------------------------------------------------------------- |
| 4                                                                   | —                                                                     | —                                                                       |

Italien nahm an den X. Olympischen Winterspielen 1968 im französischen Grenoble mit einer Delegation von 47 Athleten in acht Disziplinen teil, davon 39 Männer und 8 Frauen. Die italienischen Athleten gewannen insgesamt vier Goldmedaillen. Der Bobfahrer Eugenio Monti führte als Pilot sowohl den Zweier- als auch den Viererbob zum Olympiasieg, Franco Nones siegte im Skilanglauf über 30 Kilometer und Erika Lechner sicherte sich den Sieg im Rennrodeln.
Fahnenträgerin bei der Eröffnungsfeier war die alpine Skirennläuferin Clotilde Fasolis.

## Teilnehmer nach Sportarten

### Bob
Männer, Zweier
- Eugenio Monti, Luciano De Paolis (ITA-1)
Gold  (4:41,54 min)

- Rinaldo Ruatti, Sergio Mocellini (ITA-2)
12. Platz (4:50,31 min)

Männer, Vierer
- Eugenio Monti, Luciano De Paolis, Roberto Zandonella, Mario Armano (ITA-1)
Gold  (2:17,39 min)

- Gianfranco Gaspari, Giuseppe Rescigno, Andrea Clemente, Leonardo Cavallini (ITA-2)
6. Platz (2:18,36 min)

### Eiskunstlauf
Männer
- Giordano Abbondati
14. Platz (1690,9)

Frauen
- Rita Trapanese
25. Platz (1549,2)

### Eisschnelllauf
Männer
- Elio Locatelli
500 m: 26. Platz (42,1 s)
1500 m: 33. Platz (2:13,3 min)

- Renato De Riva
1500 m: 34. Platz (2:13,6 min)
5000 m: 26. Platz (7:58,2 min)
10.000 m: 19. Platz (16:39,5 min)

- Guido Gillarduzzi
1500 m: 38. Platz (2:14,1 min)
5000 m: 23. Platz (7:57,4 min)

- Giancarlo Gloder
1500 m: 32. Platz (2:13,2 min)
5000 m: 18. Platz (7:54,5 min)
10.000 m: 24. Platz (17:03,2 min)

### Nordische Kombination
- Ezio Damolin
Einzel (Normalschanze / 15 km): 5. Platz (429,54)

- Fabio Morandini
Einzel (Normalschanze / 15 km): 17. Platz (398,26)

### Rennrodeln
Männer, Einsitzer
- Giovanni Graber
12. Platz (2:55,56 min)

- Emilio Lechner
10. Platz (2:55,10 min)

- Siegfried Mair
16. Platz (2:56,18 min)

- Raimondo Prinoth
18. Platz (2:56,85 min)

Männer, Doppelsitzer
- Giovanni Graber, Enrico Graber
8. Platz (1:38,15 min)

- Ernesto Mair, Siegfried Mair
10. Platz (1:38,67 min)

Frauen
- Erika Lechner
Gold  (2:27,66 min)

- Cristina Pabst
disqualifiziert

- Erica Prugger
21. Platz (2:44,21 min)

### Ski Alpin
Männer
- Ivo Mahlknecht
Abfahrt: 6. Platz (2:02,00 min)
Riesenslalom: 26. Platz (3:40,08 min)
Slalom: 19. Platz (1:45,25 min)

- Gerardo Mussner
Abfahrt: 11. Platz (2:02,50 min)
Riesenslalom: 17. Platz (3:37,20 min)
Slalom: im Vorlauf ausgeschieden

- Teresio Vachet
Abfahrt: 22. Platz (2:04,90 min)

- Renato Valentini
Abfahrt: 28. Platz (2:05,61 min)
Riesenslalom: Rennen nicht beendet

- Bruno Piazzalunga
Riesenslalom: 11. Platz (3:34,52 min)
Slalom: im Vorlauf ausgeschieden

- Carlo Senoner
Slalom: Rennen im Finale nicht beendet

Frauen
- Glorianda Cipolla
Abfahrt: 31. Platz (1:49,02 min)
Riesenslalom: 23. Platz (2:00,07 min)
Slalom: 7. Platz (1:29,74 min)

- Giustina Demetz
Abfahrt: 13. Platz (1:44,22 min)
Riesenslalom: 14. Platz (1:57,86 min)
Slalom: Rennen nicht beendet

- Clotilde Fasolis
Abfahrt: 30. Platz (1:48,90 min)
Riesenslalom: 32. Platz (2:05,20 min)
Slalom: 22. Platz (1:40,72 min)

- Lotte Nogler
Abfahrt: Rennen nicht beendet
Riesenslalom: 31. Platz (2:04,87 min)
Slalom: 20. Platz (1:38,33 min)

### Skilanglauf
Männer
- Mario Bacher
50 km: 12. Platz (2:31:33,8 h)

- Elviro Blanc
50 km: 27. Platz (2:38:12,4 h)

- Giulio Deflorian
15 km: 15. Platz (50:19,4 min)
30 km: 5. Platz (1:37:12,9 h)
4 × 10 km Staffel: 6. Platz (2:16:32,2 h)

- Franco Manfroi
15 km: 32. Platz (51:47,7 min)
30 km: 25. Platz (1:41:11,8 h)

- Franco Nones
15 km: 36. Platz (52:06,8 min)
30 km: Gold  (1:35:39,2 h)
4 × 10 km Staffel: 6. Platz (2:16:32,2 h)

- Palmiro Serafini
4 × 10 km Staffel: 6. Platz (2:16:32,2 h)

- Aldo Stella
50 km: 17. Platz (2:33:17,9 h)
4 × 10 km Staffel: 6. Platz (2:16:32,2 h)

- Gianfranco Stella
15 km: 13. Platz (49:59,8 min)
30 km: 23. Platz (1:40:42,0 h)

- Livio Stuffer
50 km: 26. Platz (2:37:46,6 h)

### Skispringen
- Giacomo Aimoni
Normalschanze: 25. Platz (195,0)
Großschanze: 16. Platz (195,3)